# Cmentarz parafialny i wojenny w Goszczy
Cmentarz parafialny i wojenny w Goszczy – znajdujący się w Goszczy, w gminie Kocmyrzów-Luborzyca, w powiecie krakowskim.
Dawny cmentarz parafialny rzymskokatolicki i wojenny z połowy XIX został wpisany do rejestru zabytków nieruchomych województwa małopolskiego.
Na wojennej części cmentarza został pochowany Mieczysław Chmiela, zamordowany przez Niemców 4 marca 1945 r.